# Izzy Bizu
Izzy Bizu, artiestennaam van Isobel Beardshaw, (Londen, 28 april 1994) is een Britse zangeres.

## Levensloop en carrière
Bizu werd geboren als dochter van een Ethiopische moeder en een Britse vader. In 2013 zong ze in het voorprogramma van Sam Smith en Jamie Cullum. In 2014 trad Bizu op op het Glastonbury Festival. Een maand later tekende ze een contract bij Epic Records. In 2015 nam ze het album A Moment of Madness op, met de hitsingle White Tiger. In datzelfde jaar speelde ze in het voorprogramma van Foxes en Rudimental.

## Discografie
| Single met hitnotering(en) in de Vlaamse Ultratop 50 | Datum van verschijnen | Datum van binnenkomst | Hoogste positie | Aantal weken | Opmerkingen |
| ---------------------------------------------------- | --------------------- | --------------------- | --------------- | ------------ | ----------- |
| White Tiger                                          | 2016                  | 02-01-2016            | tip3            |              |             |

- Gemeinsame Normdatei: 1112629491
- International Standard Name Identifier: 0000 0004 5974 5701
- Library of Congress Control Number: n2019022624
- MusicBrainz: 9ed99a76-6c01-455e-9e3d-a233e48ece45
- Virtual International Authority File: 4447147312827537970003